# Varg Veum (fiktiv person)
Varg Veum er en detektiv, der optræder i den norske forfatter Gunnar Staalesens romaner. Veum er bosiddende i Bergen, lettere forhutlet, men formår alligevel at opklare de fleste sager.

## Danske Varg Veum-udgivelser
- Manden med de to ansigter (Varg Veum, 1) (Vindrose, 1985)
- Din til døden (Varg Veum, 2) (Vindrose, 2006)
- Tornerose sov i hundrede år (Varg Veum, 3) (Vindrose, 2007)
- Kvinden i køleskabet (Varg Veum, 4) (Vindrose, 1986)
- I mørke er alle ulve grå (Varg Veum, 5) (Vindrose, 1984)
- Sorte får (Varg Veum, 6) (Vindrose, 1988)
- Faldne engle (Varg Veum, 7) (Vindrose, 1990)
- Bitre blomster (Varg Veum, 8) (Vindrose, 1992)
- Død mand sladrer ikke (Varg Veum, 9) (Vindrose, 1994)
- Vintermassakren : en Varg Veum novelle (Pinkerton, 1994)
- Skriften på væggen (Varg Veum, 10) (Vindrose, 1996)
- Som i et spejl (Varg Veum, 11) (Vindrose, 2003)
- Ansigt til ansigt (Varg Veum, 12) (Vindrose, 2004)
- Forfulgt af død (Varg Veum, 13) (Vindrose, 2007)
- Kolde hjerter (Varg Veum, 14) (Vindrose, 2009)

## Ekstern henvisning
Norsk hjemmeside Arkiveret 4. september 2007 hos  Wayback Machine